# Nemoraea pictipennis
Nemoraea pictipennis là một loài ruồi trong họ Tachinidae.